# Надыров, Бабан Давыдович
Бабан Давыдович Надыров (7 декабря 1946 год, Москва) — советский боксёр, чемпион СССР.

## Биография
Бабан Надыров родился 7 декабря 1946 года, был девятым ребенком в семье рабочих. Его родители принадлежали к ассирийской народности. Отец был репрессирован и вскоре после возвращения домой — умер. В детстве жил в Дзержинском районе Москвы.
Спортом стал заниматься у тренера Льва Марковича Сегаловича. Своего первого тренера называл вторым отцом и тренером от Бога. Тренировки проводились в спортивном клубе «Строитель». В 1968 году выступал на первенстве ВЦСПС и занял второе место, стал мастером спорта. Получил приглашение заниматься в ЦС «Трудовые резервы».
Тренером Бабана Надырова был также Михаил Бедарский, и о своем наставнике ученик в общении с журналистами отзывался как об отличном учителе и человеке.
В 1975 году на Спартакиаде народов СССР в Ташкенте Бабан Надыров проиграл бой Владиславу Засыпко по мнению судей, однако сам Засыпко после боя передал Надырову медаль, потому что считал, что тот бой спортсмен не проиграл.
В 1976 году стал чемпионом страны.
Жена — баскетболистка Татьяна Захарова. Дети — дочь и сын Бабан. Выступает в качестве бокового судьи или рефери на профессиональных международных турнирах.